# فرانك هوتون
فرانك هوتون هو عسكري كندي، ولد في 1897، وتوفي في 3 أغسطس 1981.